# Chiesa di San Michele Arcangelo (Predaia)
La chiesa di San Michele Arcangelo è la parrocchiale di Priò, frazione di Predaia in Trentino. Fa parte della zona pastorale delle Valli del Noce e risale al XVI secolo.

## Storia

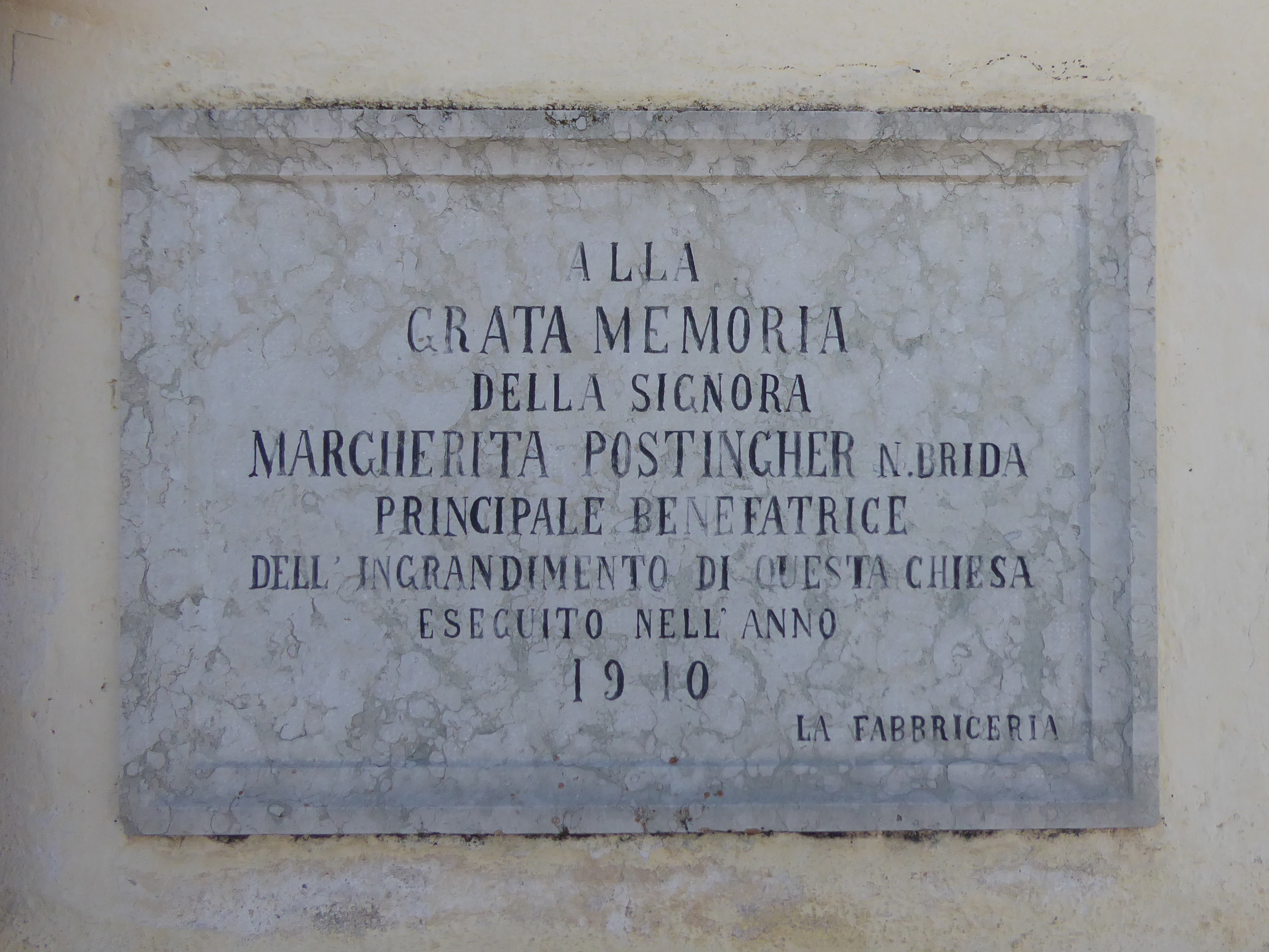
Epigrafe che ricorda la benefattrice che rese possibile i lavori di ampliamento del 1910, Margherita Brida Postingher.

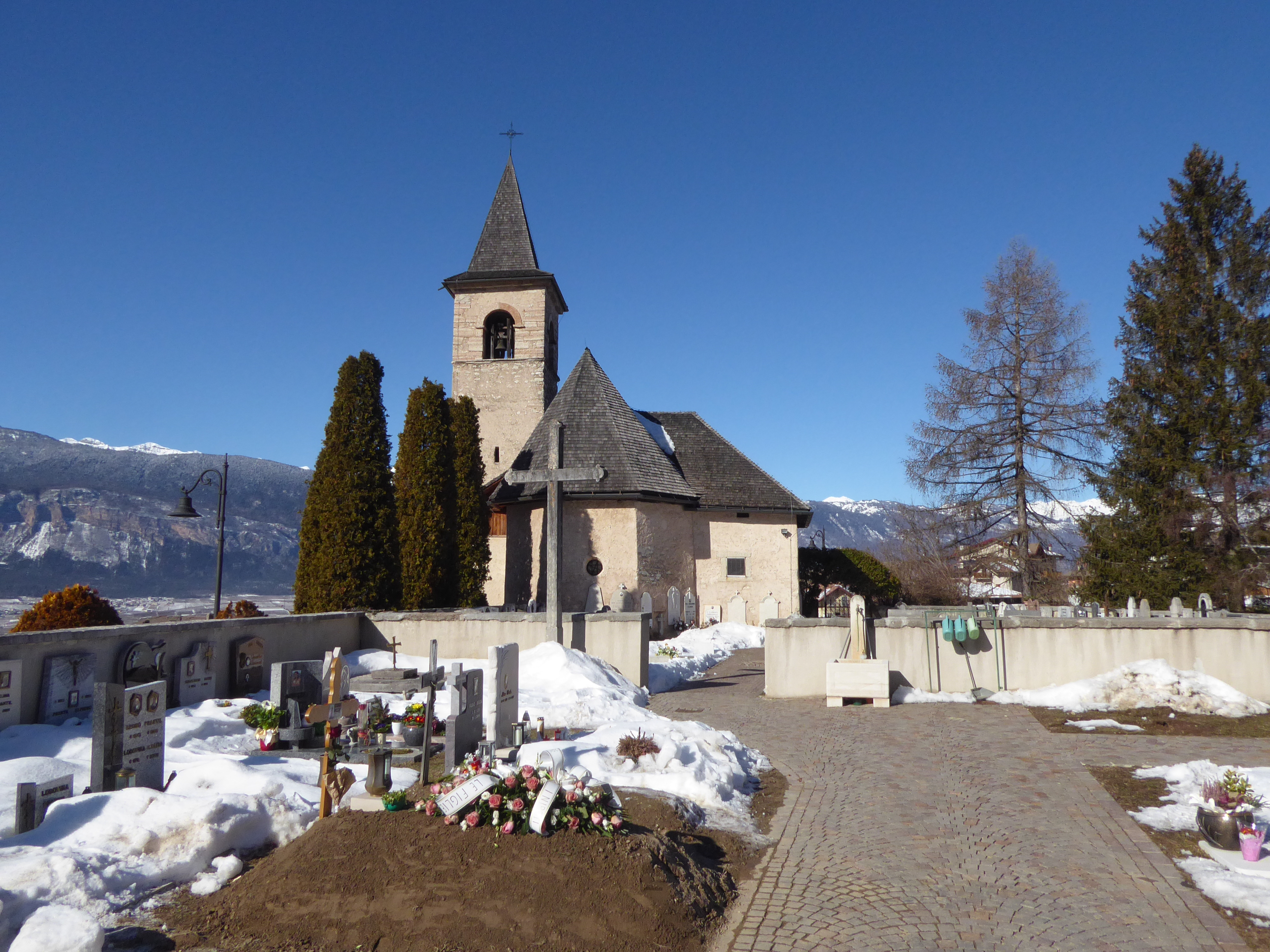
Camposanto e chiesa.

Bernardo Clesio descrisse la chiesa di Priò durante una sua visita pastorale avvenuta nel 1537 come dotata di tre altari mentre nel 1579 vennero citati solo due altari, con dedicazione a san Michele e a san Vigilio. Attorno alla metà del secolo successivo l'edificio, che versava in pessime condizioni, venne restaurato. Il 7 settembre 1654 venne solennemente celebrata la consacrazione della ricostruita chiesa e nel 1685 venne elevata a dignità di espositura della pieve di Torra, la chiesa di Sant'Eusebio.
Nella seconda metà del XVIII secolo fu oggetto di lavori, come la costruzione di una sagrestia, l'erezione della torre campanaria e la fusione di nuove campane. Nel 1836 ebbe la concessione della custodia dell'Eucaristia e verso la fine del secolo fu affidata alla fonderia Chiappani di Trento la produzione di due nuove campane in sostituzione di quelle che si erano danneggiate.
All'inizio del XX secolo la sala venne ampliata grazie alla costruzione delle cappelle laterali e nel primo dopoguerra vennero fuse nuove campane in sostituzione di quelle requisite dagli austriaci. Nel 1944 venne elevata a dignità parrocchiale. A partire dagli anni cinquanta l'edificio fu rinnovato con nuove grandi vetrate policrome, fu arricchito di decorazioni sulla volta e sulle pareti, venne realizzato l'adeguamento liturgico e antichi altari lignei prima presenti vennero rimossi.

## Descrizione

### Esterno
La chiesa, che ha orientamento verso sud est, si trova in posizione elevata sull'abitato della piccola frazione di Priò. Attorno si trova il camposanto della comunità. 
Il prospetto principale è semplice, a capanna con due spioventi. Il portale è architravato e sopra si apre l'oculo strombato che porta luce alla sala. La torre campanaria ha un aspetto robusto ed è costruito in pietra. La cella campanaria si apre con quattro finestre a monofora e sulla parte anteriore, sotto la cella, c'è l'orologio.

### Interno
La navata interna è unica e divisa in quattro campate. Sono presenti cappelle laterali disposte specularmente sui due lati che ospitano l'edicola in legno con la statua raffigurante la Madonna, il fonte battesimale e un ingresso secondario. Attraverso l'arco santo si accede al presbiterio. L'altare maggiore ligneo è opera di G.B. Rasmus e l'ancona si trova arretrata rispetto alla sua posizione originale, per l'adeguamento liturgico degli anni sessanta. Nelle pareti della sala sono presenti diversi dipinti murali.